# VW Gol

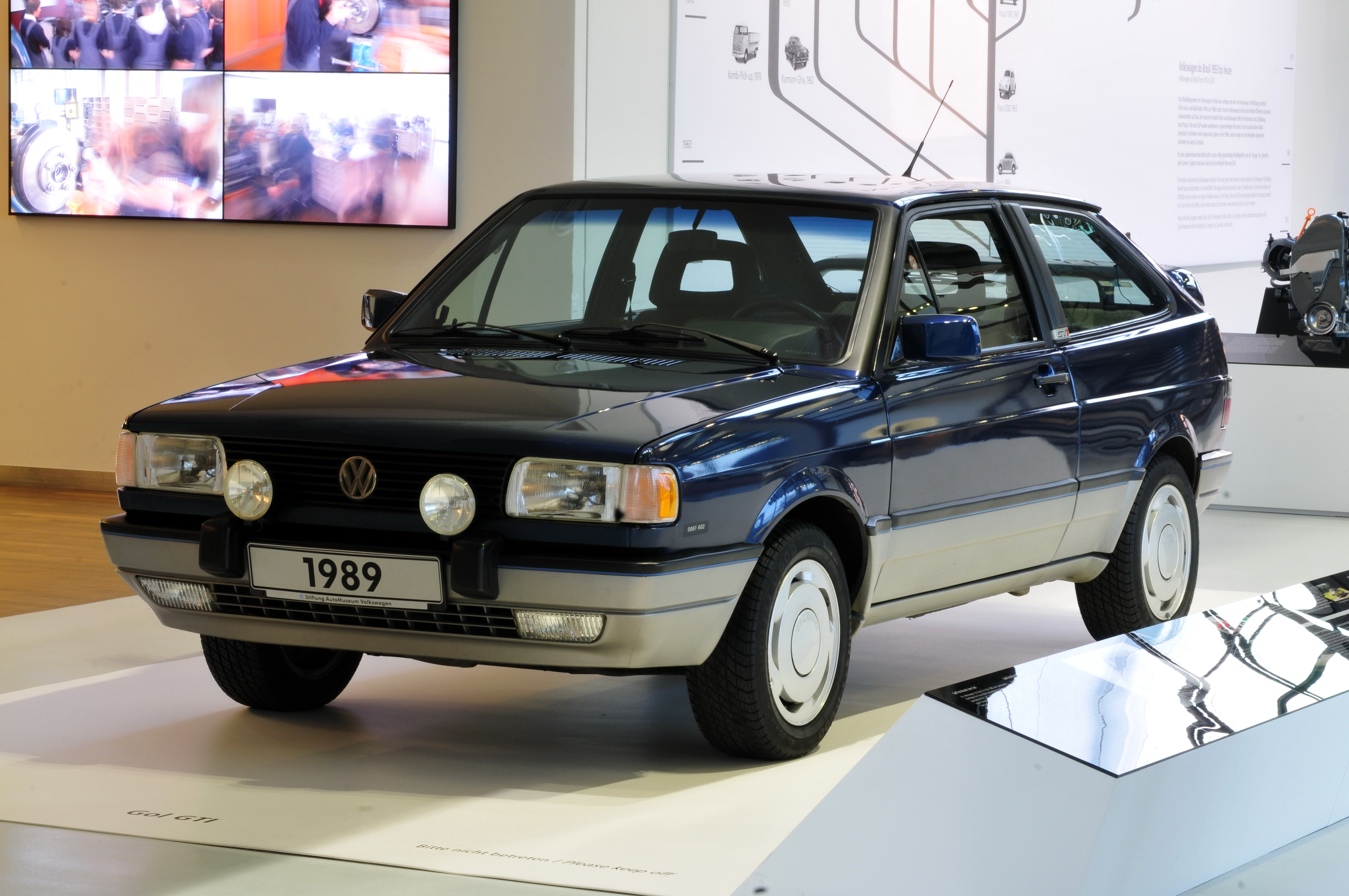
1. Generation

Der Gol ist ein von Volkswagen do Brasil für den lateinamerikanischen Markt gebauter Kleinwagen. Sein Name leitet sich vom brasilianisch-portugiesischen bzw. spanischen Wort Gol (von englisch Goal = Fußballtor) ab.
Von 1987 bis 2013 war der VW Gol ununterbrochen das meistverkaufte Fahrzeug in Brasilien, und von 1998 bis 2009 sowie 2011 auch in Argentinien. Am 24. August 2012 überschritt die Produktion die Sieben-Millionen-Grenze, gefertigt wurde an den brasilianischen Standorten Anchieta und Taubaté.
Ende Dezember 2022 wurde die Produktion des Gol eingestellt. Der Nachfolger Polo Track ist eine einfache Version des Polo VI.

## Allgemeines
Der erste VW Gol wurde ab 1979 entwickelt und ab 1981 in Brasilien angeboten. Dort und in anderen südamerikanischen Ländern ersetzte der Gol den VW Brasília. Die Karosserie hatte Phillip Schmidt gestaltet, der schon beim VW Polo beteiligt gewesen war. Er zeichnete eine Karosserie mit Stilelementen des Polo und Golf. Konzeptionell ist der Gol eng mit dem Volkswagen-Prototyp EA 276 aus dem Jahr 1969 verwandt, einem gescheiterten Entwurf eines Nachfolgers für den Käfer. Wie der EA 276 hat er einen luftgekühlten Boxermotor und Frontantrieb. Der Motor ist deshalb wie im ersten Passat längs eingebaut, nicht quer wie in Polo und Golf. Erst die dritte Generation bekam eine neue Plattform mit quer eingebautem Motor.

## Modellgeschichte

### 1. Generation (Typ BX)
Die erste Generation des VW Gol wurde von 1981 bis 1996 gefertigt. VW verwendete technische Komponenten von VW und Audi, Teile der Bodengruppe des Audi 80 B1 kombiniert mit dem luftgekühlten 1285-cm³-Boxermotor wie im VW Käfer, allerdings vorne eingebaut, um 180° gedreht und mit Axialgebläse versehen. Die Form der Karosserie erinnerte an die des Golf I und an Polo I (Typ 86) und II. Wegen der schwachen Fahrleistungen verkaufte sich der Gol zunächst schlecht, daher wurde bereits 1981 der Antrieb durch einen ebenfalls luftgekühlten 1,6-l-Motor wie im VW Brasília mit Doppelvergaser ersetzt.
- 1984 Einführung des wassergekühlten 1,6-l-Motors aus dem brasilianischen VW Passat und des 1,8-l aus dem brasilianischen VW Santana
- 1986 Facelift: Motorhaube, Stoßfänger, Kühlergrill, Scheinwerfer, Blinker und Rücklichter werden geändert.
- 1987 Produktion der luftgekühlten Varianten wird eingestellt
- 1988 Geänderte Außenspiegel, geänderte Armaturen wie beim VW Santana; der Gol GTi kommt auf den Markt, dessen 2,0-l-Motor der erste in Brasilien produzierte Motor mit elektronisch gesteuerter Saugrohreinspritzung ist
- 1990/1991 Facelift: Motorhaube, Stoßfänger, Kühlergrill, Scheinwerfer, Blinker und Heckklappe werden modernisiert
- 1992 Der Gol 1000[3] wird als Antwort auf den gut verkäuflichen Fiat Uno Mille eingeführt; er wird auch noch parallel zur Generation II bis 1996 weiter gebaut. Zwischen 1987 und 1996 bündelten VW und Ford ihre Aktivitäten auf dem südamerikanischen Markt in ihrem Joint-Venture Autolatina. Daher basiert sein 1,0-l-Motor mit 70,3 mm Bohrung auf dem ab 1962 gebauten Renault Cleon, den Ford ursprünglich für den Corcel hergestellt hatte.
- 1993 Volkswagen Argentina beginnt den Gol zu produzieren
- 1996 Produktionsende der ersten Generation

#### Produktionszahlen Gol BX
Gesamtproduktion Fahrzeuge von 1980 bis 1996
| Jahr | 1980   | 1981   | 1982   | 1983   | 1984   | 1985   | 1986   | 1987   | 1988    | Summe   |
| ---- | ------ | ------ | ------ | ------ | ------ | ------ | ------ | ------ | ------- | ------- |
| Gol  | 61.698 | 31.976 | 57.032 | 71.006 | 55.034 | 66.641 | 69.798 | 63.057 | 100.894 | 577.136 |

| Jahr | 1989    | 1990    | 1991    | 1992    | 1993    | 1994    | 1995    | 1996    | Summe     |
| ---- | ------- | ------- | ------- | ------- | ------- | ------- | ------- | ------- | --------- |
| Gol  | 105.328 | 101.118 | 117.137 | 153.715 | 207.478 | 247.891 | 312.116 | 397.071 | 1.641.854 |

### 2. Generation (Typ AB9)
Die zweite Generation des VW Gol wurde von 1994 bis 2013 produziert. Der Radstand wurde um 11 cm vergrößert. Alle Motorvarianten der 2. Generation haben Saugrohreinspritzung. Die Karosserie ist gegenüber der Urversion rundlicher und trägt in Brasilien den Spitznamen bolinha (Bällchen).
- 1996 Gol GTi 16V mit aus Deutschland importiertem 2,0-l-Motor
- 1997 Für den argentinischen Markt ist der Gol mit einem 1,6-l-Dieselmotor erhältlich
- 1998 Fünftürige Version wird eingeführt.
- 1999 Facelift, von VW Generation III genannt: Motorhaube, Stoßfänger, Kühlergrill, Scheinwerfer, Blinker, Heckklappe und Rücklichter sowie das Armaturenbrett werden geändert; die Generation II wird als Gol Special bis 2005 weiter produziert
- 2000 Gol 1.0 16V Turbo mit 82 kW
- 2002 Facelift: Stoßfänger und Kühlergrill
- 2003 Der Gol ist das erste brasilianische Serienfahrzeug mit TotalFlex-Motor, der sowohl Alkohol als auch Benzin verträgt; Produktionsende in Argentinien
- 2005 Facelift, von VW Generation IV genannt: Front, Heck und Armaturenbrett verändert

#### Produktionszahlen AB9
Gesamtproduktion Fahrzeuge von 1994 bis 2013
| Jahr | 1997    | 1998    | 1999    | 2000    | 2001    | 2002    | 2003    | 2004    | Summe     |
| ---- | ------- | ------- | ------- | ------- | ------- | ------- | ------- | ------- | --------- |
| Gol  | 417.668 | 309.406 | 279.270 | 312.400 | 317.442 | 274.265 | 274.013 | 304.327 | 2.488.791 |

| Jahr | 2005    | 2006    | 2007    | 2008    | 2009    | 2010    | 2011    | 2012    | 2013    |
| ---- | ------- | ------- | ------- | ------- | ------- | ------- | ------- | ------- | ------- |
| Gol  | 284.069 | 278.051 | 320.604 | 388.763 | 465.795 | 474.905 | 512.543 | 502.486 | 454.725 |

#### Produktionszahlen Gol Furgao
Transportvariante des Gol mit Blechabdeckungen statt der hinteren Seitenscheiben und fehlender Rücksitzbank.
| Jahr       | 1989 | 1990  | 1991  | 1992  | 1993  | 1994 |
| ---------- | ---- | ----- | ----- | ----- | ----- | ---- |
| Gol Furgao | ?    | 3.119 | 2.769 | 3.868 | 2.947 | 956  |

### Technische Daten
| Technische Daten VW Gol II (1998) | Technische Daten VW Gol II (1998)                                  | Technische Daten VW Gol II (1998)                                  | Technische Daten VW Gol II (1998)                                  | Technische Daten VW Gol II (1998)                                  | Technische Daten VW Gol II (1998)                                  |
| VW Gol:                           | 1.0                                                                | 1.6                                                                | 1.8                                                                | 2.0                                                                | 2.0 16V                                                            |
| --------------------------------- | ------------------------------------------------------------------ | ------------------------------------------------------------------ | ------------------------------------------------------------------ | ------------------------------------------------------------------ | ------------------------------------------------------------------ |
| Motor                             | 4-Zylinder-Reihenmotor (Viertakt)                                  | 4-Zylinder-Reihenmotor (Viertakt)                                  | 4-Zylinder-Reihenmotor (Viertakt)                                  | 4-Zylinder-Reihenmotor (Viertakt)                                  | 4-Zylinder-Reihenmotor (Viertakt)                                  |
| Hubraum                           | 997 cm³                                                            | 1595 cm³                                                           | 1781 cm³                                                           | 1984 cm³                                                           | 1984 cm³                                                           |
| Bohrung × Hub                     | 70,3 × 64,2 mm                                                     | 81 × 77,4 mm                                                       | 81 × 86,4 mm                                                       | 82,5 × 92,8 mm                                                     | 82,5 × 92,8 mm                                                     |
| Leistung bei 1/min                | 40 kW (54 PS) bei 5000                                             | 69 kW (94 PS) bei 5500                                             | 77 kW (105 PS) bei 5500                                            | 82 kW (111 PS) bei 5250                                            | 92 kW (125 PS) bei 6250                                            |
| Max. Drehmoment bei 1/min         | 84 Nm bei 3000                                                     | 130 Nm bei 3000                                                    | 150 Nm bei 3000                                                    | 170 Nm bei 3000                                                    | 181 Nm bei 4750                                                    |
| Verdichtung                       | 10,5:1                                                             | 10:1                                                               | 10:1                                                               | 10:1                                                               | 10,5:1                                                             |
| Gemischaufbereitung               | Elektronische Saugrohreinspritzung                                 | Elektronische Saugrohreinspritzung                                 | Elektronische Saugrohreinspritzung                                 | Elektronische Saugrohreinspritzung                                 | Elektronische Saugrohreinspritzung                                 |
| Ventilsteuerung                   | OHV, Kette                                                         | OHC, Zahnriemen                                                    | OHC, Zahnriemen                                                    | OHC, Zahnriemen                                                    | DOHC, Zahnriemen                                                   |
| Kühlung                           | Wasserkühlung                                                      | Wasserkühlung                                                      | Wasserkühlung                                                      | Wasserkühlung                                                      | Wasserkühlung                                                      |
| Getriebe                          | 5-Gang-Getriebe Frontantrieb                                       | 5-Gang-Getriebe Frontantrieb                                       | 5-Gang-Getriebe Frontantrieb                                       | 5-Gang-Getriebe Frontantrieb                                       | 5-Gang-Getriebe Frontantrieb                                       |
| Radaufhängung vorn                | Dreieckslenker, MacPherson-Federbeine                              | Dreieckslenker, MacPherson-Federbeine                              | Dreieckslenker, MacPherson-Federbeine                              | Dreieckslenker, MacPherson-Federbeine                              | Dreieckslenker, MacPherson-Federbeine                              |
| Radaufhängung hinten              | Verbundlenkerachse, Schraubenfedern                                | Verbundlenkerachse, Schraubenfedern                                | Verbundlenkerachse, Schraubenfedern                                | Verbundlenkerachse, Schraubenfedern                                | Verbundlenkerachse, Schraubenfedern                                |
| Bremsen                           | Scheibenbremsen vorne (Durchmesser 23,9 cm), Trommelbremsen hinten | Scheibenbremsen vorne (Durchmesser 23,9 cm), Trommelbremsen hinten | Scheibenbremsen vorne (Durchmesser 23,9 cm), Trommelbremsen hinten | Scheibenbremsen vorne (Durchmesser 23,9 cm), Trommelbremsen hinten | Scheibenbremsen vorne (Durchmesser 23,9 cm), Trommelbremsen hinten |
| Lenkung                           | Zahnstangenlenkung, auf Wunsch servounterstützt                    | Zahnstangenlenkung, auf Wunsch servounterstützt                    | Zahnstangenlenkung, auf Wunsch servounterstützt                    | Zahnstangenlenkung, auf Wunsch servounterstützt                    | Zahnstangenlenkung, auf Wunsch servounterstützt                    |
| Karosserie                        | Stahlblech, selbsttragend                                          | Stahlblech, selbsttragend                                          | Stahlblech, selbsttragend                                          | Stahlblech, selbsttragend                                          | Stahlblech, selbsttragend                                          |
| Spurweite vorn/hinten             | 1390/1380 mm                                                       | 1390/1380 mm                                                       | 1390/1380 mm                                                       | 1390/1380 mm                                                       | 1390/1380 mm                                                       |
| Radstand                          | 2470 mm                                                            | 2470 mm                                                            | 2470 mm                                                            | 2470 mm                                                            | 2470 mm                                                            |
| Abmessungen                       | 3810–4080 × 1650 × 1410 mm                                         | 3810–4080 × 1650 × 1410 mm                                         | 3810–4080 × 1650 × 1410 mm                                         | 3810–4080 × 1650 × 1410 mm                                         | 3810–4080 × 1650 × 1410 mm                                         |
| Leergewicht                       | 895 kg                                                             | 930–980 kg                                                         | 935–970 kg                                                         | 1045–1080 kg                                                       | 1120 kg                                                            |
| Höchstgeschwindigkeit             | 147 km/h                                                           | 176 km/h                                                           | 183 km/h                                                           | 190 km/h                                                           | 206 km/h                                                           |
| 0–100 km/h                        | 18,4 s                                                             | 11,5 s                                                             | 10,7 s                                                             | 10,0 s                                                             | 8,8 s                                                              |
| Verbrauch (Liter/100 Kilometer)   | 7,8 S                                                              | 8,3 S                                                              | 10,9 S                                                             | 10,0 S                                                             | 10,2 S                                                             |

### Generation III (Typ NF)
Am 1. Juli 2008 wurde die dritte Generation des Gol vorgestellt. Aufgrund der großen Bedeutung des Modells für den brasilianischen Markt war auch Brasiliens damaliger Staatspräsident Luiz Inácio Lula da Silva zur Präsentation geladen. Zur Auswahl standen vorerst zwei 1,0- und 1,6-Liter-Ottomotoren mit 53 oder 74 kW. Für den brasilianischen Markt werden die Motoren mit der „TotalFlex“-Technik ausgestattet, die den Betrieb mit Benzin, Ethanol oder einem Gemisch aus beiden erlaubt. Für andere Länder gibt es nur Motoren für den Betrieb mit Benzin.

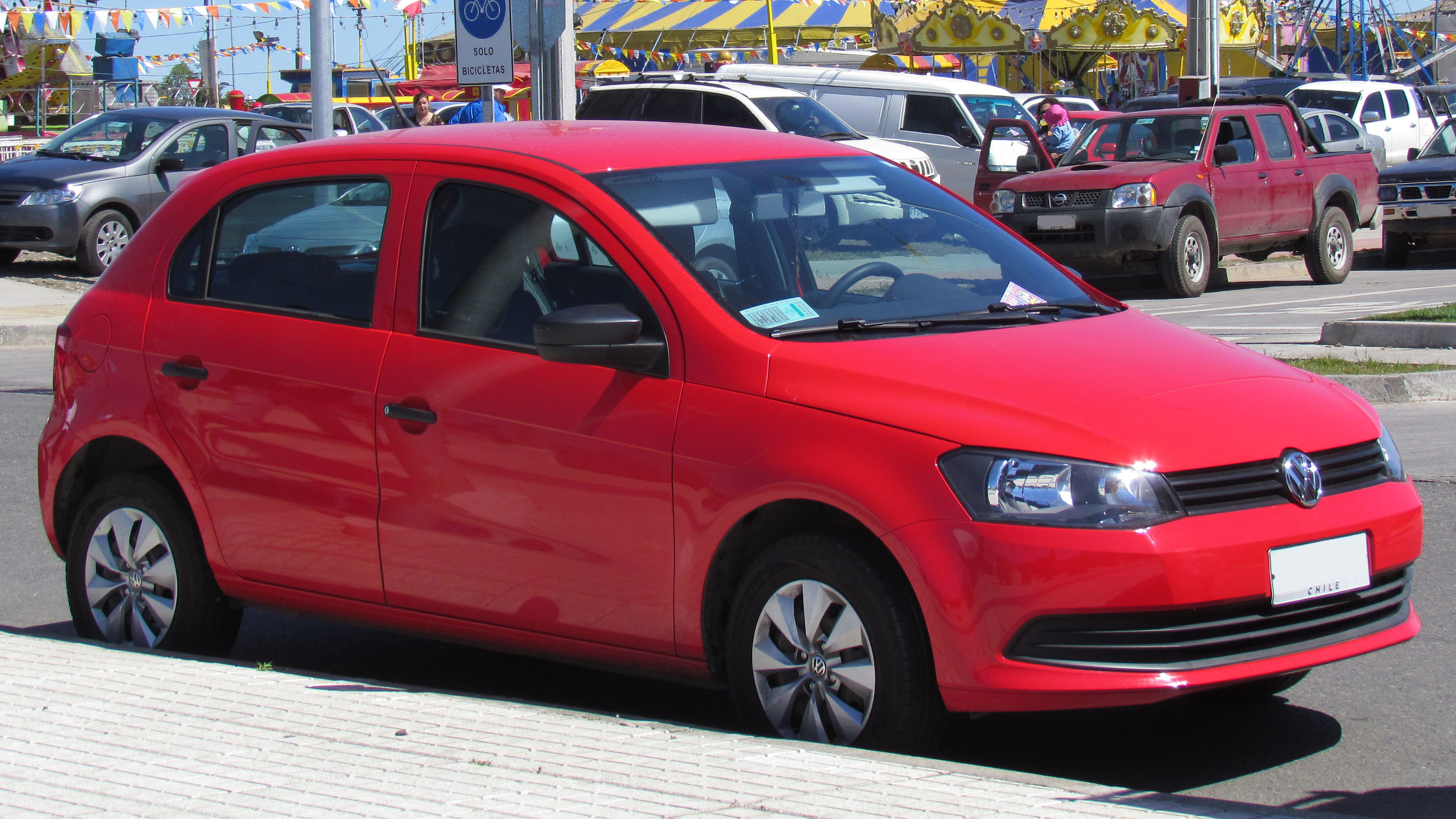
Gol G6
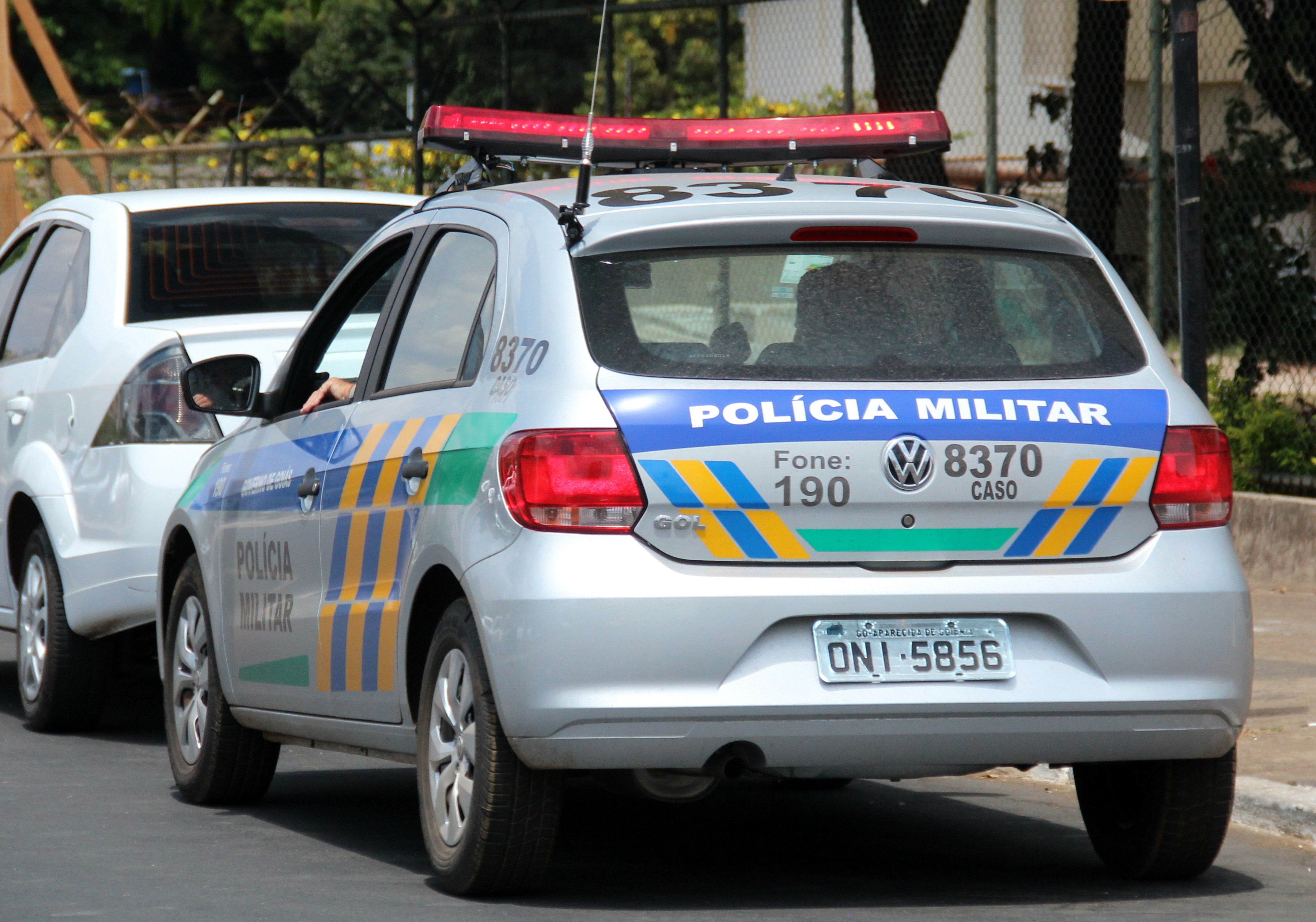
Heckansicht des G6
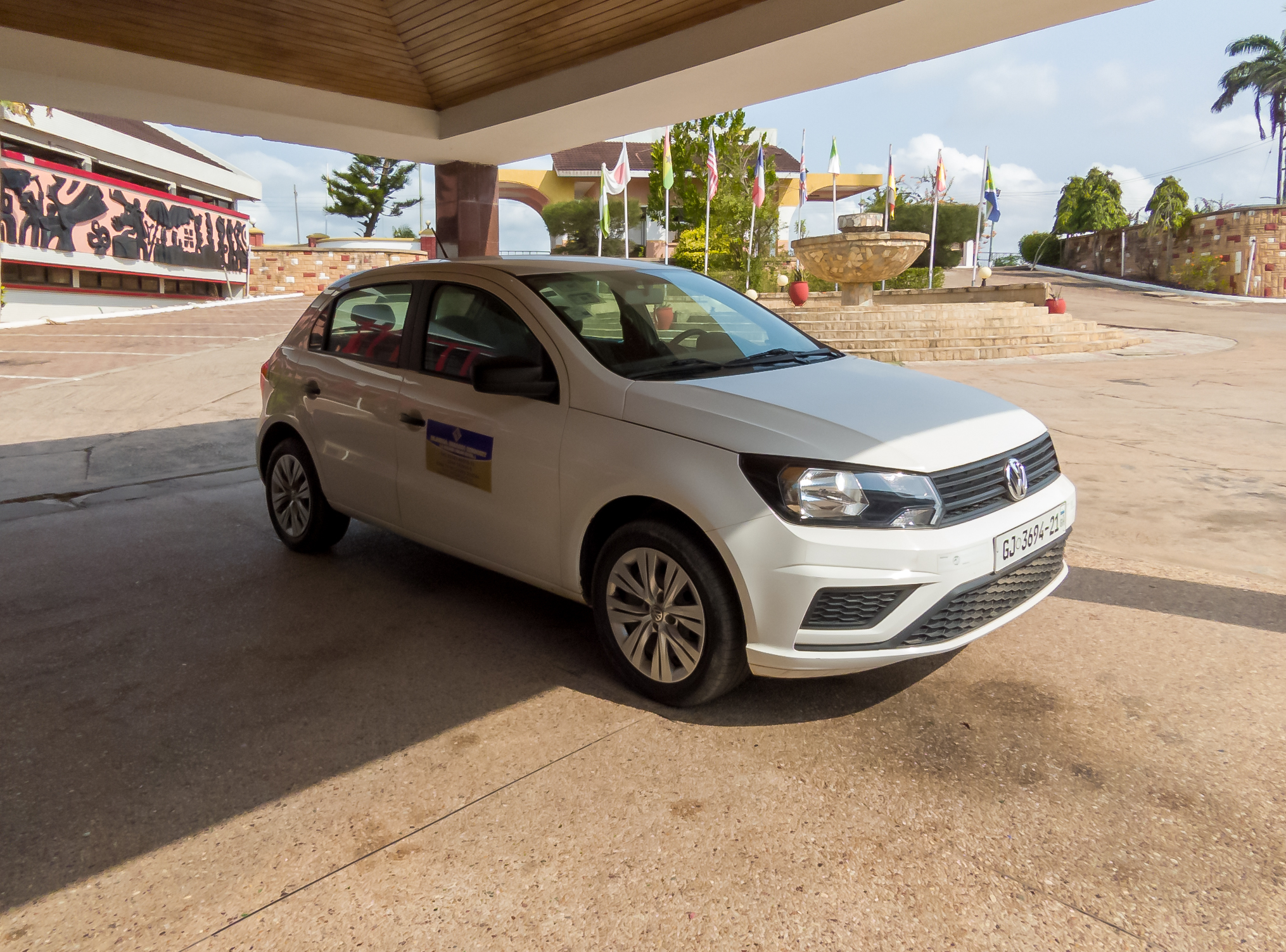
Gol G7
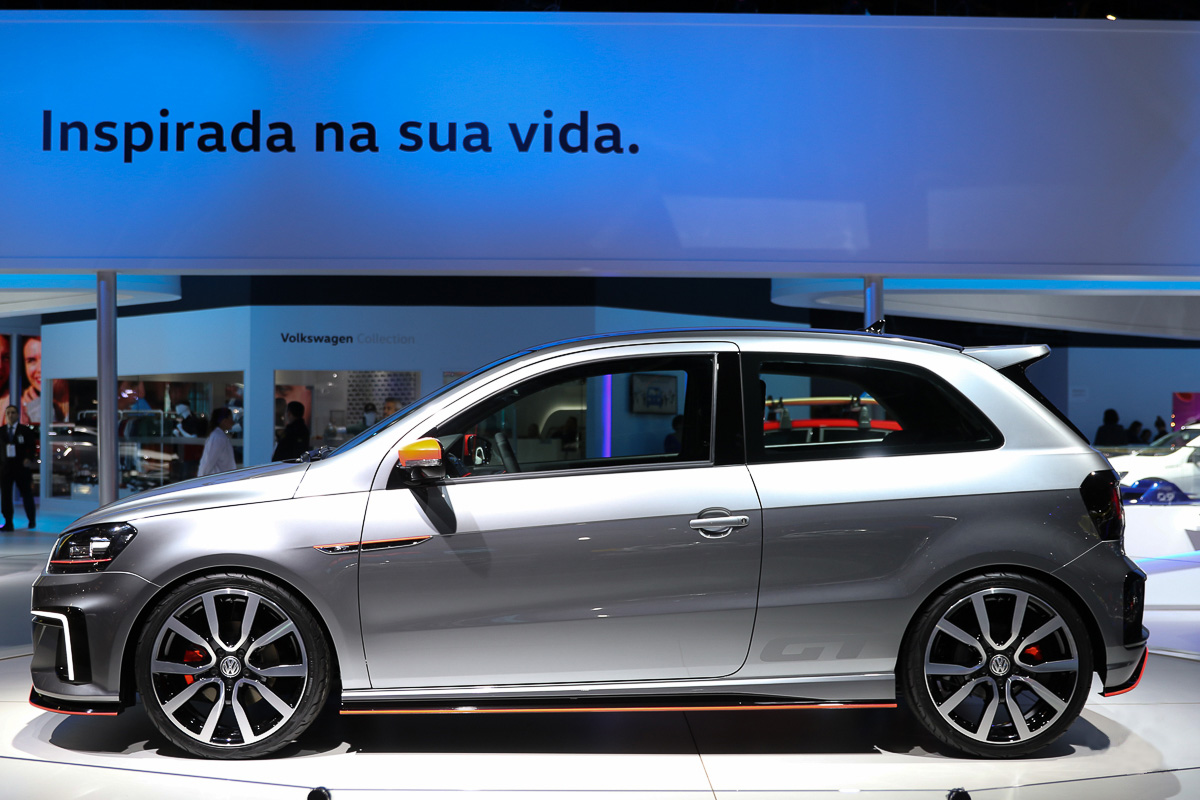
Gol GT Concept (nicht in Serie gegangen)

2013 und 2016 erhielt das Modell jeweils ein Facelift (G6 bzw. G7).
Ende 2022 wurde die Produktion des Gol eingestellt. Aus diesem Anlass wurde im November 2022 die auf 1000 Exemplare limitierte Last Edition vorgestellt.

### Technische Daten
| Technische Daten VW Gol III | Technische Daten VW Gol III        | Technische Daten VW Gol III        | Technische Daten VW Gol III           |
| VW Gol:                     | 1.0                                | 1.6                                | 1.6                                   |
| --------------------------- | ---------------------------------- | ---------------------------------- | ------------------------------------- |
| Bauzeitraum                 | 2008–2022                          | 2008–2022                          | 2008–2022                             |
| Motor                       | 4-Zylinder-Reihenmotor (Viertakt)  | 4-Zylinder-Reihenmotor (Viertakt)  | 4-Zylinder-Reihenmotor (Viertakt)     |
| Hubraum                     | 999 cm³                            | 1598 cm³                           | 1598 cm³                              |
| Leistung bei 1/min          | 62 kW (84 PS) bei 6250             | 76 kW (104 PS) bei 5250            | 88 kW (120 PS) bei 5750               |
| Max. Drehmoment bei 1/min   | 102 Nm bei 3000                    | 153 Nm bei 2500                    | 165 Nm bei 4000                       |
| Getriebe                    | 5-Gang-Schaltgetriebe Frontantrieb | 5-Gang-Schaltgetriebe Frontantrieb | 6-Gang-Automatikgetriebe Frontantrieb |
| Radstand                    | 2467 mm                            | 2467 mm                            | 2467 mm                               |
| Abmessungen                 | 3892 × 1893 × 1475 mm              | 3892 × 1893 × 1475 mm              | 3892 × 1893 × 1475 mm                 |
| Leergewicht                 | 1001 kg                            | 1031 kg                            | 1055 kg                               |
| Höchstgeschwindigkeit       | 167 km/h                           | 182 km/h                           | 185 km/h                              |
| 0–100 km/h                  | 13,1 s                             | 10,4 s                             | 10,1 s                                |
| Tankinhalt                  | 55 l                               | 55 l                               | 55 l                                  |

## Karosserieformen

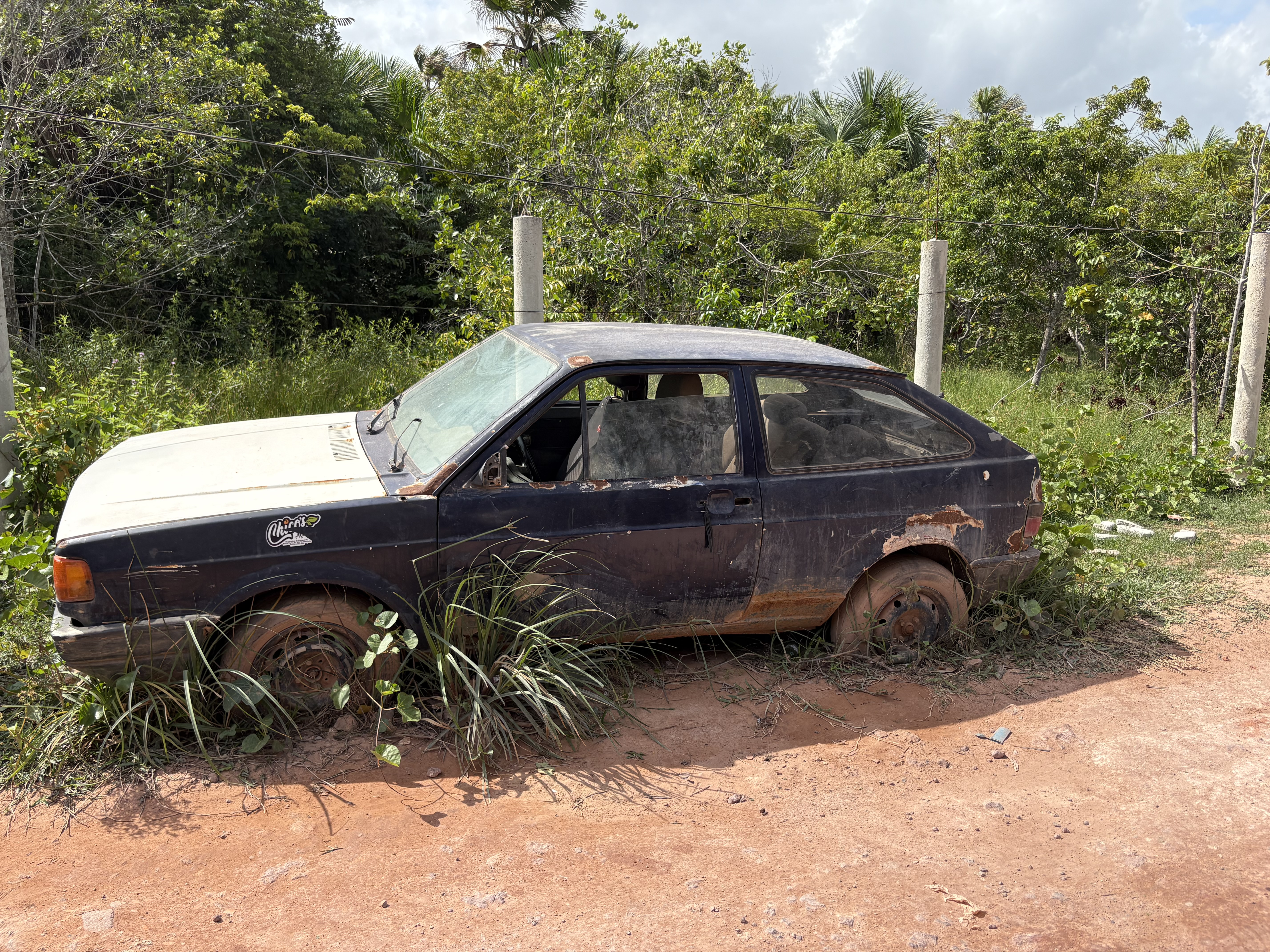
Wrack bei Barreirinhas (Brasilien)

Der Gol wurde im Laufe der Zeit von einem einfachen dreitürigen Kleinwagen zum Ausgangspunkt einer Modellfamilie, die Modelle tragen auf dem brasilianischen Markt aber nicht alle den Namen Gol. Als Gol wird nur eine drei- oder fünftürige Limousine mit Schrägheck angeboten.

### Parati
Die Ausführung als Kombi heißt auf dem brasilianischen Markt Parati. Der Parati war seit 1983 mit drei, seit 1998 auch mit fünf Türen erhältlich. In Argentinien wurde er als Gol Country angeboten. In Mexiko war er als Pointer Station Wagon erhältlich. Die 1987 bis 1990 in den USA erhältliche Exportversion hieß Fox Wagon.

### Saveiro
In Pick-up-Ausführung wird der Gol seit 1983 produziert und als VW Saveiro verkauft. In anderen lateinamerikanischen Ländern heißt das Fahrzeug Gol Pick Up.

### Voyage
Der Voyage ist die Stufenheck-Version des VW Gol. Die Karosserie der ersten Generation hatte aber ein eigenständiges Erscheinungsbild, das an den VW Jetta I angelehnt war. Die zweitürige Version wurde von 1981 bis 1996 produziert. In einer viertürigen Variante gab es den Voyage von 1983 bis 1986 und wieder ab 1990 bis zum Produktionsende 1996. Insgesamt wurden rund 850.000 Exemplare gebaut.
Von 1986 bis 1993 wurde das Fahrzeug unter dem Namen VW Fox mit wassergekühltem 1,8-l-Vergaser-Reihenmotor mit 66 kW auch in die USA exportiert, gelangte jedoch nie auf den europäischen Markt, da hier der Bedarf an kleinen Stufenheck-Limousinen rapide zurückging.
Volkswagen Argentina produzierte den VW Voyage von 1983 bis 1991 unter der Bezeichnung Gacel, von 1991 bis 1997 als Senda. In weiteren lateinamerikanischen Ländern wurde er als Amazon verkauft.

#### Produktionszahlen
| Jahr   | 1981   | 1982   | 1983   | 1984   | 1985   | 1986   | 1987    | 1988    | 1989    |
| ------ | ------ | ------ | ------ | ------ | ------ | ------ | ------- | ------- | ------- |
| Voyage | 23.775 | 81.696 | 85.136 | 75.535 | 75.628 | 69.961 | 121.118 | 136.990 | 114.448 |

| Jahr   | 1990   | 1991   | 1992   | 1993 | 1994 | 1995 | 1996 |
| ------ | ------ | ------ | ------ | ---- | ---- | ---- | ---- |
| VOYAGE | 78.368 | 58.641 | 69.559 |      |      |      |      |

### Der Neue Voyage
Der Voyage erlebte mit der Markteinführung des Gol G5 2008 ein Revival. Das neu entwickelte Fahrzeug basiert wie seine Vorgänger auf der Gol-Plattform und ist dieses Mal auch stilistisch an das Grundmodell angelehnt.

## Weitere Märkte
- In Mexiko und Russland wurde der Gol unter dem Namen VW Pointer vertrieben. (Nicht zu verwechseln mit dem VW Pointer (1994–1996) in Brasilien auf Basis des Ford Escort).
- Khodrosazan Bam montierte für den Iran als CKD-Bausätze angelieferte Gol
- Shanghai Automotive Industry produzierte den Gol in Lizenz in China
- Volkswagen Classic in Tirana vertreibt den Gol in Albanien
- Volkswagen vertreibt den Gol in Marokko

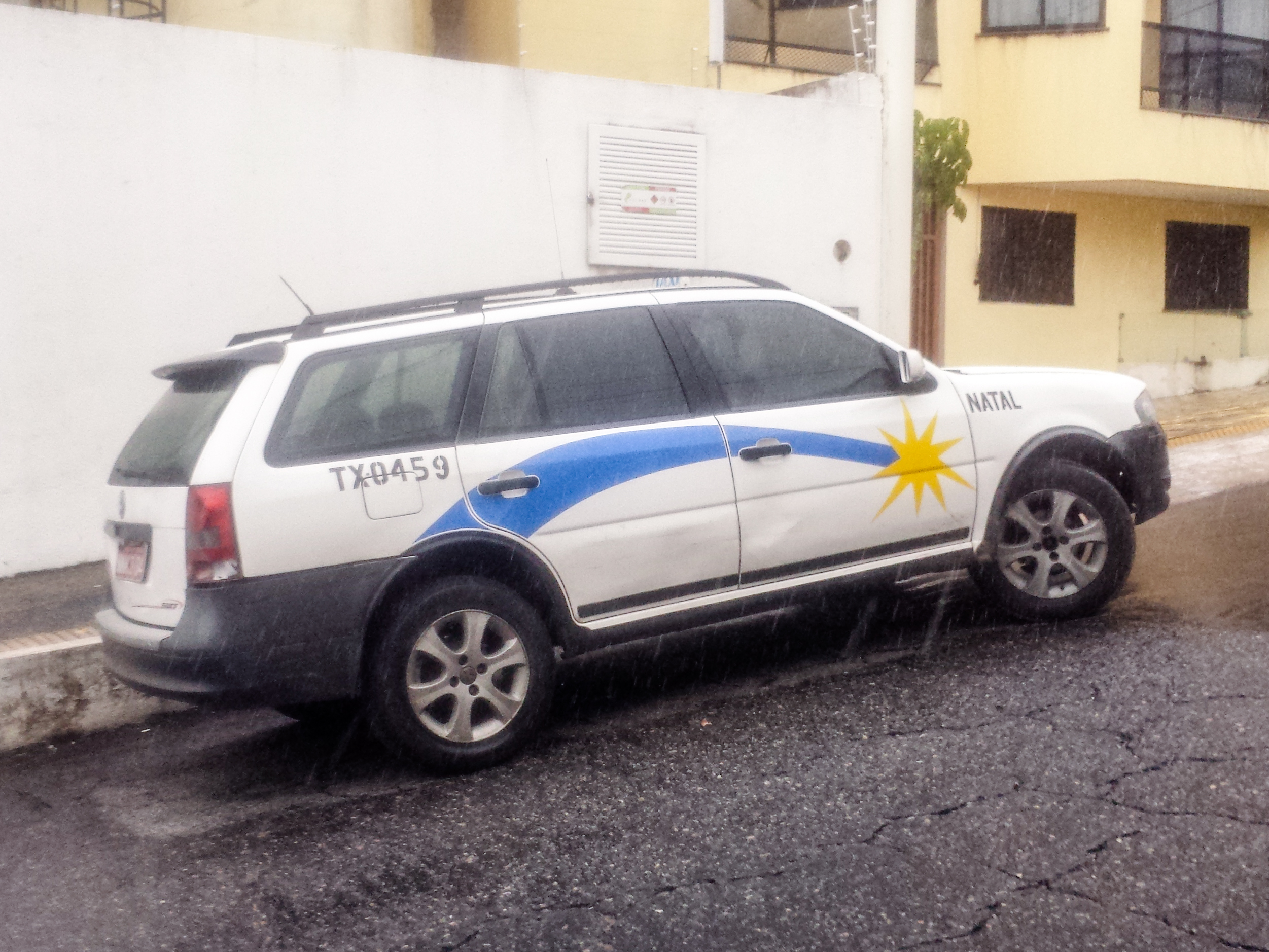
VW Parati Crossover als Taxi in Brasilien
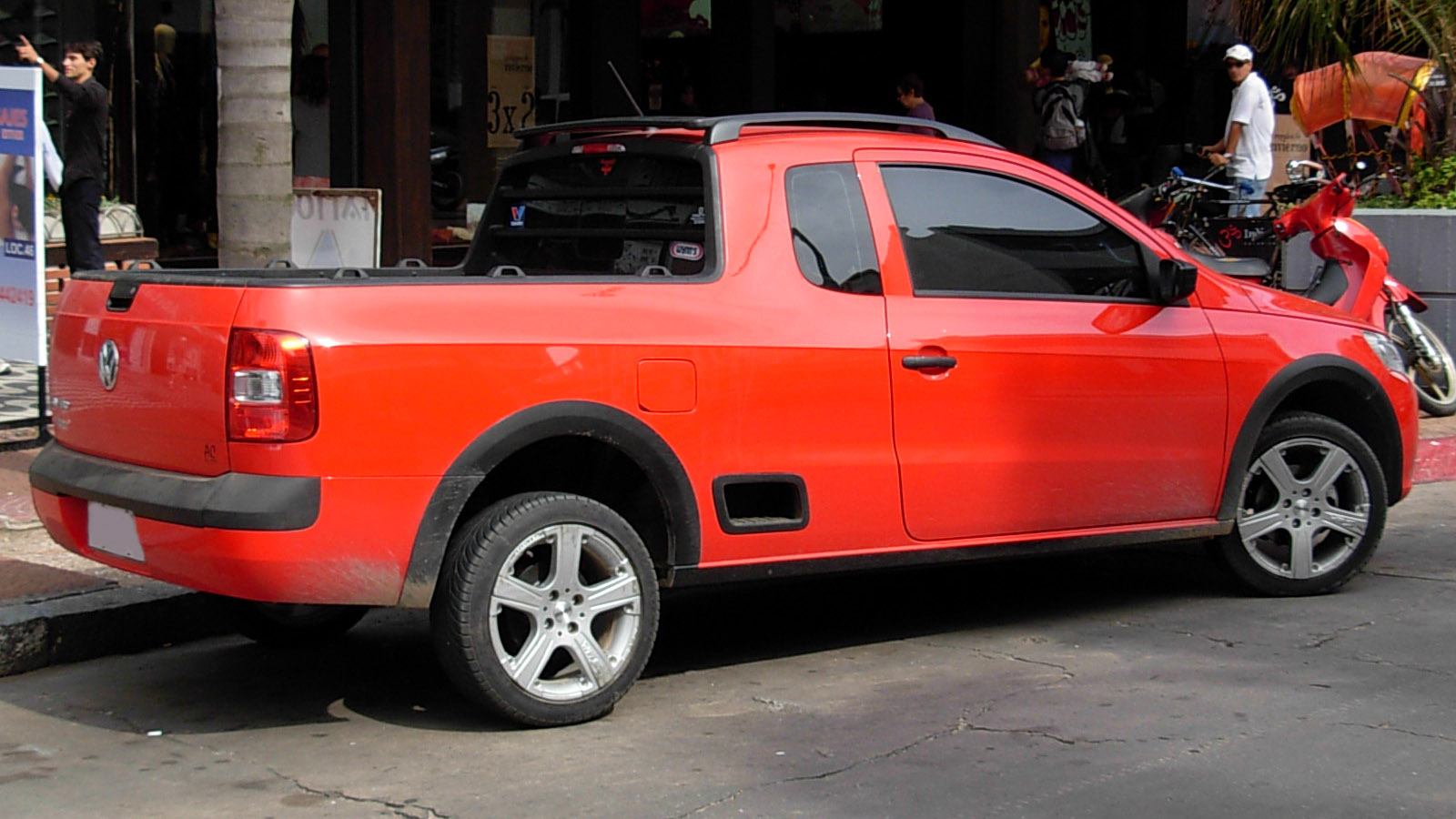
VW Saveiro
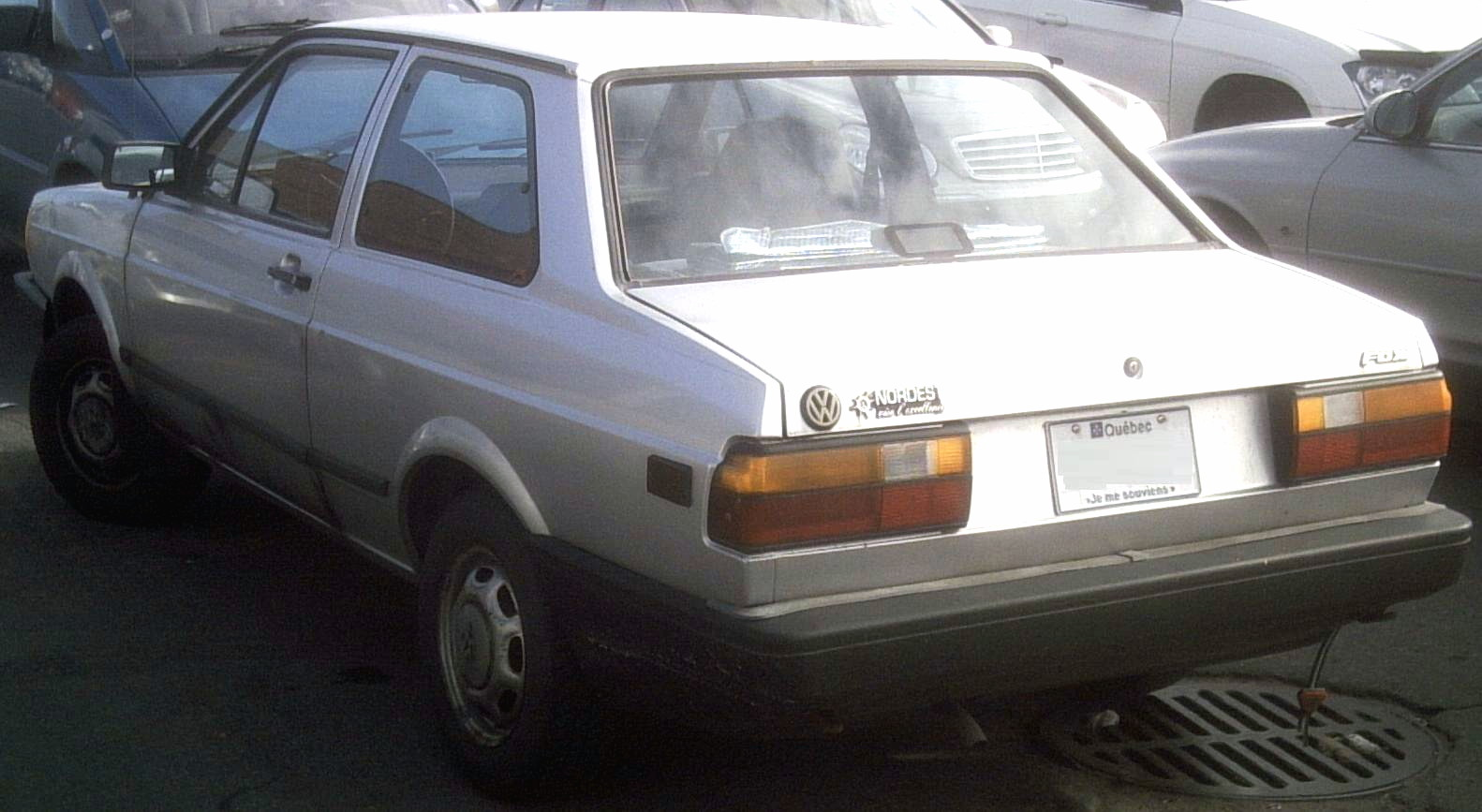
VW Fox, Nordamerikaversion des VW Voyage
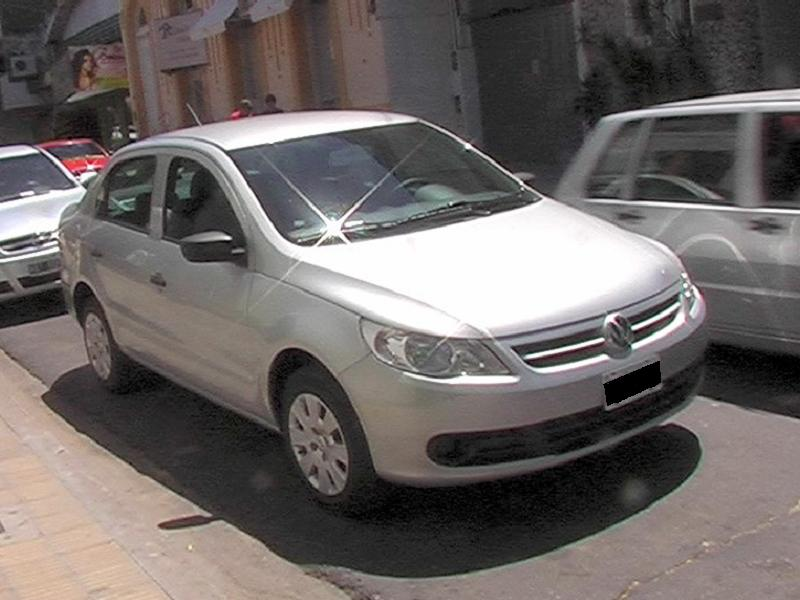
VW Voyage in Brasilien